# Компания Суэцкого канала
Компания Суэцкого канала (La Compagnie Universelle du Canal Maritime de Suez) — корпорация, которая занималась строительством и обслуживанием Суэцкого канала с 1859 года вплоть до его национализации правительством Египта в 1956 году. 
Основателем компании был французский дипломат Фердинанд де Лессепс, который смог установить доверительные отношения с элитой Египта. Попытки добиться государственного финансирования проекта успехом не увенчались, тогда Лессепс создал акционерное общество, выпустив акции стоимостью 500 франков. Всего было продано 400 тыс. акций, из которых контрольный пакет приобрел Саид-паша. Местные власти обеспечили компании широкие льготы. При строительстве канала погибли тысячи египетских работников, а само строительство продолжалось 10 лет. Исмаил-паша запретил ручной подневольный труд в 1863 году и компания пошла на механизацию строительства. Канал протянулся на 163 км. Немалую роль в благополучном завершении строительства канала сыграл Наполеон III. 
На торжественном открытии канала 17 ноября 1869 года присутствовали Франц-Иосиф, Генрик Ибсен, Теофиль Готье, Эмиль Золя и Владимир Соллогуб. В 1875 году британский премьер-министр Дизраэли выкупил у наследника Саид-паши контрольный пакет акций компании. После английской оккупации 1882 года компания полностью перешла под контроль Великобритании. После Египетской революции Насера канал был национализирован, однако последующие арабо-израильские войны осложнили навигацию по каналу. 